# Opus anglicanum

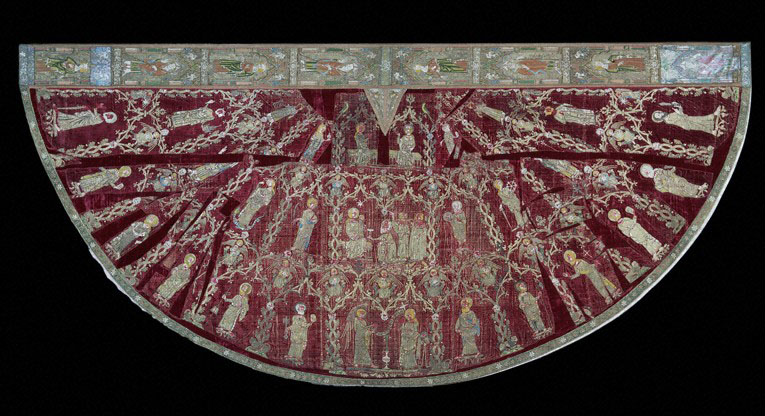
Capa pluvial Butler-Bowden (c. 1330–1350), terciopelo de seda, bordado con hilo plateado y dorado y sedas de colores, Victoria & Albert Museum, Londres

El opus anglicanum («obra inglesa» en latín) es una técnica de bordado utilizada en Inglaterra durante la Edad Media, especialmente en el ámbito de las vestiduras litúrgicas. En su día fueron los bordados de más alta calidad del ámbito occidental, apreciados por papas y altos cargos de la Iglesia católica. Tuvo su apogeo durante los siglos xiii y xiv, y desapareció tras la conversión del país al anglicanismo.

## Historia

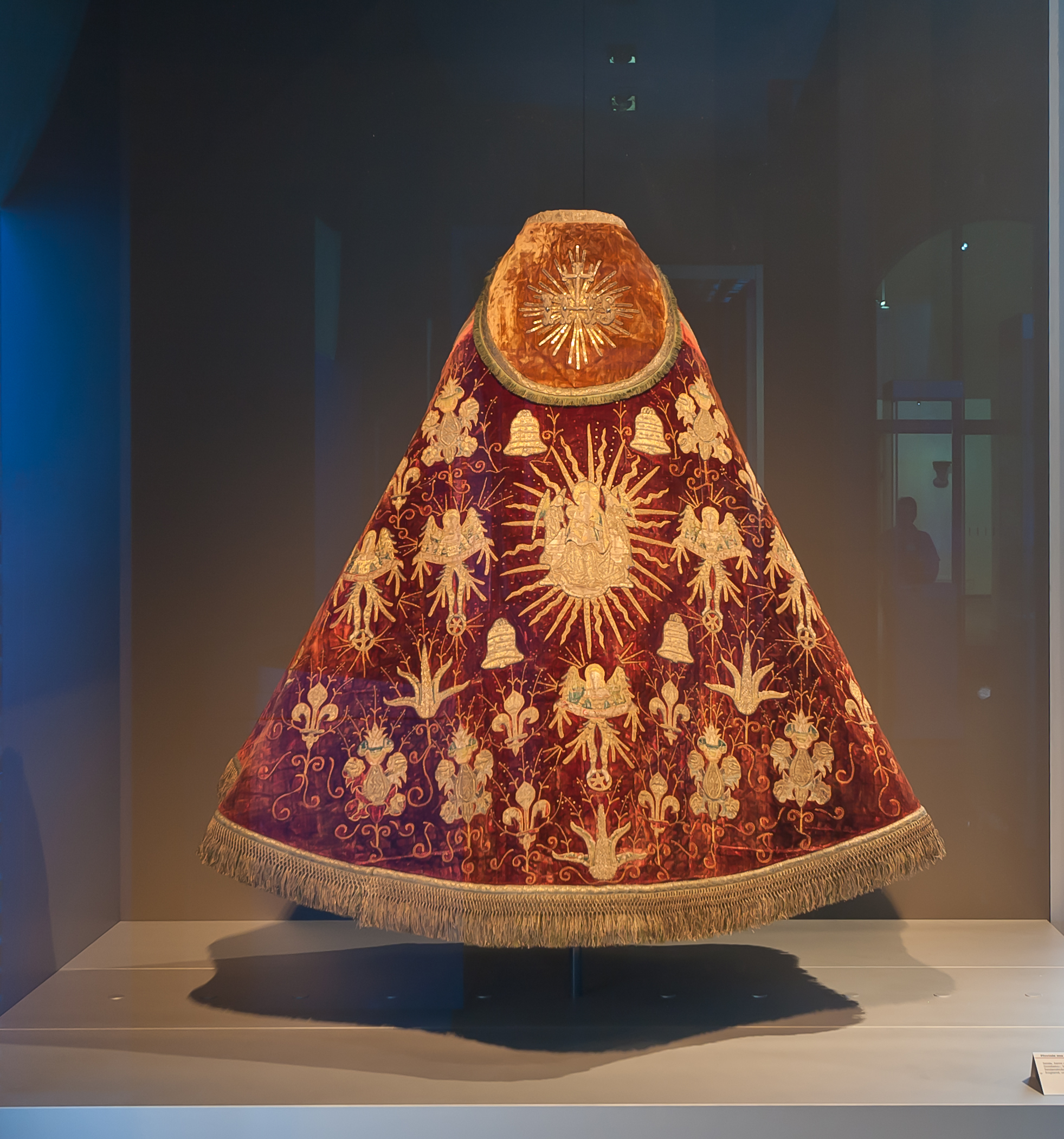
Capa pluvial de color rojo, Museo Schnütgen, Colonia

La fama de este tipo de bordado comenzó en 1246, cuando el papa Inocencio IV quedó impresionado por las vestimentas de unos obispos ingleses que visitaban Roma y encargó la confección de unas similares para él. Sus sucesores también gustaron de este tipo de bordados, especialmente casullas y capas pluviales bordados en oro, como los de Nicolás IV de 1288 (Museo Communale de Ascoli Piceno) o los de Clemente V de 1309 (catedral de Saint Bertrand de Comminges). Estos bordados también tuvieron mucho éxito entre clientes particulares, sobre todo en Francia y España.
El opus anglicanum era similar a otro tipo de bordados de su época en cuanto a técnica, pero destacaba por su estilo y su calidad de ejecución. Se solía confeccionar en seda o satén, sobre los que se aplicaban hilos de oro enristrado en los fondos, con un punto partido muy fino que se aplicaba variando la dirección para crear una impresión de modelado. La pericia de los bordadores ingleses lograba una minuciosidad en el detalle casi insuperable.
Por lo que se refiere al estilo, estos bordados estaban emparentados con la miniatura inglesa de la época, de tal forma que incluso algunos iluminadores elaboraron diseños para los bordados. Los motivos arquitectónicos representados coinciden con la arquitectura inglesa de la época: el Early English o primer gótico inglés y, a continuación, el Decorated o «gótico decorado».
Las primeras muestras que se conservan son del siglo XIII, caracterizadas por un estilo severo, con figuras alargadas de aspecto ascético, generalmente enmarcadas dentro de roleos. Algunos ejemplos son: la casulla Clare del Victoria & Albert Museum y la capa pluvial de Ascoli, en el Museo Communale de Ascoli Piceno.
En el siglo XIV se produjo una evolución estilística, con una concepción más global de la escena, generalmente con un gran número de figuras, que se encuentran apiñadas en el espacio. Buenos exponentes son: la capa pluvial Syon (Victoria & Albert Museum), con escenas del Nuevo Testamento organizadas en quince tetralóbulos enlazados, con serafines emplumados en los intersticios; y la capa pluvial del Museo Cívico de Bolonia, con escenas del Nuevo Testamento y del martirio de santo Tomás Becket dispuestas en un marco de gótico decorado con ángeles músicos y turiferarios en las enjutas.
A mediados del siglo XIV la ornamentación se volvió más profusa, lo que relegó a las figuras a detalles anecdóticos dentro de escenas pobladas de zarcillos de hiedra y espesuras de pámpanos. La calidad empezó a decaer levemente, aunque los bordados ingleses siguieron gozando de gran éxito.
En el siglo XV los motivos ornamentales sufrieron una cierta homogeneización, generalmente estrellas, coronas, lirios y un tipo de serafines con alas picudas y posados sobre ruedas, que se aplicaban recortados sobre un fondo de terciopelo liso. Las figuras eran más toscas y se circunscribían a las cenefas centrales, y se rellenaban para producir efectos de relieve.
El opus anglicanum desapareció con la Reforma protestante, que renegaba de toda opulencia en los hábitos eclesiásticos.